# Manish (ur. 1997)
Manish Manish (ur. 16 stycznia 1997) – indyjski zapaśnik walczący w stylu klasycznym. Zajął piętnaste miejsce na mistrzostwach świata w 2019. Mistrz Wspólnoty Narodów w 2017. Trzeci na mistrzostwach Azji juniorów w 2017 roku.